# Leptogaster hermonensis
Leptogaster hermonensis là một loài ruồi trong họ Asilidae. Leptogaster hermonensis được Theodor miêu tả năm 1980. Loài này phân bố ở vùng Cổ Bắc giới và châu Á.